# 大平シロー、中邨雄二の笑たま
大平シロー、中邨雄二の笑たま（たいへいしろー、なかむらゆうじのわらたま）は、朝日放送ラジオ（ABCラジオ）で2004年10月2日から2007年3月31日まで毎週土曜日の午前中に放送していたラジオ番組である。
スポーツやエンターテイメントなど聴けば1週間が「笑えて解る」トークバラエティーである。

## 放送時間
- 2004年10月-2005年3月 土曜日10:00-10:56
- 2005年 4月-2006年3月 土曜日10:00-11:14
- 2006年 4月-2007年3月 土曜日10:00-12:20

## 出演者
- 大平シロー
- 中邨雄二（ABCアナウンサー）
- 松山薫（3代目アシスタント、2006年4月-2007年3月）
- 河合美保（2代目アシスタント、2005年10月-2006年3月）
- 尾上由美（初代アシスタント、2004年10月-2005年9月）
- 浅井千華子（リポーター）
- 福島有紀（リポーター）
- 萩田詩乃（リポーター）

## 主なコーナー
- 三菱UFJ信託銀行 耳より!情報BANK
  - スポたま!
  - 太平シローの笑たまウィークエンダー
  - ここいち!
- 笑たまメッセージたいむ!おはたま
- いきいき!健康スマイル ニコタマ
- マル得!情報デリバリーそとたま

| 朝日放送ラジオ 土曜日午前10時台 | 朝日放送ラジオ 土曜日午前10時台 | 朝日放送ラジオ 土曜日午前10時台 |
| 前番組                          | 番組名                          | 次番組                          |
| ------------------------------- | ------------------------------- | ------------------------------- |
| 風神雷神タージンです            | 大平シロー、中邨雄二の笑たま    | 征平・吉弥の土曜も全開!!        |

| 朝日放送ラジオ 土曜日午前11時台 | 朝日放送ラジオ 土曜日午前11時台 | 朝日放送ラジオ 土曜日午前11時台 |
| 前番組                          | 番組名                          | 次番組                          |
| ------------------------------- | ------------------------------- | ------------------------------- |
| 柴田博のまっぴるま王子!         | 大平シロー、中邨雄二の笑たま    | 征平・吉弥の土曜も全開!!        |